# Élections générales québécoises de 1976
Les élections générales québécoises de 1976 ont lieu le 15 novembre 1976 afin d'élire à l'Assemblée nationale du Québec les députés de la 31e législature. Le Parti québécois, dirigé par René Lévesque, prend le pouvoir pour la première fois, défaisant le gouvernement libéral de Robert Bourassa avec la promesse de tenir un référendum sur l'indépendance du Québec.
C’est le soir de cette victoire que René Lévesque proclame au centre Paul-Sauvé de Montréal, devant ses partisans, la phrase devenue célèbre : « Je n’ai jamais pensé que je pourrais être aussi fier d’être Québécois ».

## Contexte
Les libéraux de Robert Bourassa sont au pouvoir depuis 1970 et ont obtenu une majorité de sièges sans précédent aux dernières élections en 1973, avec 102 sièges sur 110 à l'Assemblée nationale. Jacques-Yvan Morin est le chef de l'opposition parce que le chef du Parti québécois, René Lévesque, n'a pu obtenir de siège aux élections.
Le chef de l'Union nationale, Gabriel Loubier, démissionne en mars 1974 et l'intérim est assuré par Maurice Bellemare. Celui-ci se fait élire peu après dans une élection partielle et ainsi l'Union nationale est de nouveau représentée à l'Assemblée nationale. Plus tard, en mai 1976, Rodrigue Biron est élu chef de l'Union nationale.
Malgré leur confortable majorité parlementaire, les choses ne vont pas très bien pour les libéraux. Les débats sur la langue (loi 22) font rage, plusieurs grèves touchent différents secteurs de l'économie, le chantier de la baie James est saccagé lors d'un conflit inter-syndical, et le coût des Jeux olympiques de Montréal augmente en flèche.
Le Parti québécois adopte en 1974 une résolution selon laquelle la souveraineté du Québec serait décidée par référendum, et non déclarée immédiatement lors de l'arrivée au pouvoir du parti. Cette décision a un impact important, rassurant un grand nombre d'électeurs qui s'inquiétaient des intentions du parti.
Comme en 1973, Robert Bourassa déclenche des élections anticipées, espérant prendre de court le Parti québécois.

## Marketing politique

### Parti libéral du Québec
En 1976, le Parti libéral du Québec est aux prises avec de nombreux problèmes sur les bras au niveau de l’éthique et sur la question linguistique. L’adoption par le gouvernement Bourassa de la loi 22, visant à instaurer le français comme langue officielle du Québec, a créé beaucoup de remous au sein des communautés allophones et de la communauté anglophone traditionnellement acquise par ce parti. Bien que les communautés juives et anglophones demeurent majoritairement fidèles au Parti libéral, les Italiens menacent de voter pour l’Union nationale et certains anglophones pensent opter pour le Parti québécois.  
En début de campagne, l’objectif des libéraux est de contenir cette grogne en se positionnant comme les champions de l’économie ainsi que comme la seule formation politique capable de contenir la menace séparatiste. Les libéraux sont quand même confiants puisque depuis 1970, ils ont une « machine électorale » redoutable qui leur a permis de gagner les deux dernières élections. Leur organisation politique ressemble à celle d’une armée, puisque toutes les décisions de la campagne électorale sont centralisées vers un comité de campagne qui transmet des ordres partout au Québec afin que les employés du parti fassent la promotion de celui-ci. Directement inspirés des campagnes américaines, les libéraux utilisent abondamment les sondages afin de définir leurs angles d’attaque et l’image du chef. Affaibli par la grogne populaire et les commentaires de Pierre Elliott Trudeau, Robert Bourassa se lance donc dans une vaste campagne de publicité pour redorer son image de chef. Les stratèges libéraux lancent des campagnes publicitaires afin de faire paraître Robert Bourassa comme un chef décidé et menaçant envers ses adversaires. Ils organisent même une émission questions-réponses sur les ondes de Télé-métropole (aujourd’hui TVA) pour rapprocher le chef de la population.  
L’autre objectif des libéraux était de rendre l’option indépendantiste répulsive et d’exploiter cette peur afin de se maintenir au pouvoir. C’est dans cette veine qu’ils lancent une chanson de campagne anti-indépendantiste, chantée par Jean Lapointe. Mille exemplaires seront vendus et des milliers d’autres distribués gratuitement aux stations de radio et dans le métro de Montréal. Malgré une utilisation importante des médias, combinées à une multiplication des annonces gouvernementales précédant l’élection, dû à la centralisation des communications gouvernementales au Ministère du Conseil exécutif, le Parti libéral est incapable de fédérer le vote en sa faveur. 

### Parti québécois
En 1976, le Parti québécois est sur le terrain pour préparer son élection depuis déjà trois ans. Les stratèges du parti achètent du temps d'antenne à Télé-métropole afin de réaliser deux séries d’émissions d’affaires publiques sous le thème « J’ai le goût du Québec ». L’émission ressemble beaucoup à l'émission Point de mire, le succès télévisuel ayant fait connaître René Lévesque auprès des Québécois avant son entrée en politique. On voulait montrer l’image d’un chef informé qui voulait partager son savoir avec le peuple et ainsi lui démontrer le bien-fondé de l’émancipation du Québec. L’autre objectif est de vendre l’indépendance auprès des femmes à la maison et aux personnes âgées qui constitue l’électorat le moins favorable au projet d’indépendance. Pour ce faire, des vedettes comme Pierre Nadeau, Lise Payette, Doris Lussier et bien d’autres sont appelés en renfort pour les convaincre. On lance aussi des campagnes radios dans des stations nationales et locales pour faire connaître le chef et les candidats locaux. La location d’un panneau publicitaire, en plein Jeux Olympiques de Montréal, permet au Parti québécois de faire connaître le « combat » du Québec aux visiteurs étrangers.   
Lorsque l’élection est déclenchée, le Parti québécois diffuse des publicités qui montrent Robert Bourassa comme un premier ministre faible et qui utilisent le balai comme logo afin d'illustrer la volonté de se débarrasser du gouvernement libéral. Le PQ mise sur la proposition de tenir un référendum avant toute déclaration d’indépendance ainsi que sur le fait qu’il se réclame comme le seul parti possédant une caisse électorale « propre ». Le parti distribue lui aussi une chanson de campagne électorale écrite par Stéphane Venne qui devient un vrai succès.   
Le Parti québécois commence, depuis 1973, à fonctionner comme une organisation syndicale avec un comité national de direction qui produit des guides d’éducation à ses organisateurs locaux, mais aussi en misant grandement sur les associations locales ainsi que sur son grand nombre de membres afin de gagner les élections. Le PQ n’ayant pas autant d’argent que les libéraux, il lui faut trouver des techniques plus compétitives que celles du Parti libéral et c’est en misant sur la grande force d’attraction de bénévoles que la formation souverainiste réussit à monter sa « machine électorale » durant la campagne. Le contexte politique et la préparation du Parti québécois lui permet de déloger le Parti libéral et ainsi prendre le pouvoir. Le point négatif de sa campagne est l’incapacité du parti à rallier les communautés ethniques qui étaient pourtant en grogne contre le PLQ.  

## Déroulement de la campagne

### Dates importantes
- 18 octobre 1976 : émission du bref d'élection.
- 15 novembre 1976 : scrutin
- 14 décembre 1976 : ouverture de la session.

### Sondages
Les résultats indiqués le cas échéant entre parenthèses sont ceux avant répartition proportionnelle des répondants.
| Dernier jour du sondage | PQ        | PLQ       | UN        | RC       | PNP      | Autres  | Sondeur | Échantillon | ME | Source |
| ----------------------- | --------- | --------- | --------- | -------- | -------- | ------- | ------- | ----------- | -- | ------ |
| Dernier jour du sondage |           |           |           |          |          |         | Sondeur | Échantillon | ME | Source |
| Résultats du vote       | 41,4      | 33,8      | 18,2      | 4,6      | 0,9      | 1,1     |         |             |    |        |
| 31 octobre 1976         | 45 (31,3) | 33 (22,8) | 15 (10,5) | 4 (3,1)  | 2 (1,6)  | NC      | CROP    | 1 346       | NC | PDF    |
| 12 avril 1976           | 37 (26,5) | 43 (30,5) | 8 (5,5)   | 4 (3,0)  | 8 (5,0)  | 0       | IQOP    | 1 144       | NC | 1 et 2 |
| 9 avril 1976            | 41 (31,6) | 28 (21,5) | 10 (7,6)  | 9 (6,9)  | 13 (9,8) | NC      | CROP    | 1 358       | NC | PDF    |
| 20 octobre 1975         | 40 (28,8) | 33 (24,0) | 10 (7,1)  | 10 (7,3) | —        | 7 (5,1) | CROP    | 708         | NC | 1 et 2 |
| 24 avril 1975           | 40 (25,5) | 46 (29,0) | NC        | NC       | —        | NC      | IQOP    | 924         | NC | PDF    |

### Par langue

#### Intentions de votes chez les francophones
| Dernier jour du sondage | PQ        | PLQ       | UN       | RC       | PNP      | Autres | Sondeur | Échantillon | ME | Source |
| ----------------------- | --------- | --------- | -------- | -------- | -------- | ------ | ------- | ----------- | -- | ------ |
| Dernier jour du sondage |           |           |          |          |          |        | Sondeur | Échantillon | ME | Source |
| 9 avril 1976            | 45 (35,4) | 23 (17,7) | 10 (7,9) | 10 (7,9) | 12 (9,3) | NC     | CROP    | NC          | NC | PDF    |
| 26 octobre 1975         | 48 (32,3) | 32 (22,0) | 8 (5,6)  | 12 (8,0) | —        | 0      | CROP    | NC          | NC | PDF    |
| 2 mai 1975              | 45 (24,8) | 39 (21,2) | 7 (4,0)  | 9 (5,0)  | —        | 0      | CROP    | 1 101       | NC | 1 et 2 |

#### Intentions de votes chez les non-francophones
| Dernier jour du sondage | PQ        | PLQ       | UN      | RC      | PNP       | Autres | Sondeur | Échantillon | ME | Source |
| ----------------------- | --------- | --------- | ------- | ------- | --------- | ------ | ------- | ----------- | -- | ------ |
| Dernier jour du sondage |           |           |         |         |           |        | Sondeur | Échantillon | ME | Source |
| 9 avril 1976            | 17 (12,2) | 53 (37,3) | 7 (4,7) | 2 (1,6) | 20 (14,0) | NC     | CROP    | NC          | NC | PDF    |

## Résultats
| Parti québécois | Libéral   | Union nationale | Ralliement créditiste | PNP     |
| 71 sièges       | 26 sièges | 11 sièges       | 1 siège               | 1 siège |
| ^               |           |                 |                       |         |
| majorité        |           |                 |                       |         |

### Résultats par parti politique
| Partis | Partis                   | Chef              | Candidats | Sièges | Sièges | Voix      | Voix   | Voix     |
| Partis | Partis                   | Chef              | Candidats | 1973   | Élus   | Nb        | %      | +/-      |
| --- | ------------------------ | ----------------- | --------- | ------ | ------ | --------- | ------ | -------- |
| | Parti québécois          | René Lévesque     | 110       | 6      | 71     | 1 390 351 | 41,4 % | +11,15 % |
| | Libéral                  | Robert Bourassa   | 110       | 102    | 26     | 1 135 056 | 33,8 % | -20,87 % |
| | Union nationale          | Rodrigue Biron    | 108       | -      | 11     | 611 666   | 18,2 % | +13,28 % |
| | Ralliement créditiste    | Camil Samson      | 109       | 2      | 1      | 155 451   | 4,6 %  | -5,29 %  |
| | Parti national populaire | Jérôme Choquette  | 36        | -      | 1      | 31 043    | 0,9 %  | -        |
| | Alliance démocratique    | Nick Auf der Maur | 13        | -      | -      | 17 762    | 0,5 %  | -        |
| | Militants syndicaux      |                   | 21        | -      | -      | 3 080     | 0,1 %  | -        |
| | Communiste               | Samuel Walsh      | 14        | -      | -      | 1 776     | 0,1 %  | +0,04 %  |
| | Travailleurs             |                   | 12        | -      | -      | 1 249     | 0 %    | -        |
| | Indépendant              | Indépendant       | 23        | -      | -      | 13 072    | 0,4 %  | +0,16 %  |
| Total | Total                    | Total             | 556       | 110    | 110    | 3 360 506 | 100 %  |          |
| Le taux de participation lors de l'élection était de 85,3 % et 70 446 bulletins ont été rejetés. Il y avait 4 023 743 personnes inscrites sur la liste électorale pour l'élection. |                          |                   |           |        |        |           |        |          |

### Résultats par circonscription
- Abitibi-Est : Jean-Paul Bordeleau (Parti québécois)
- Abitibi-Ouest : François Gendron (Parti québécois)
- Acadie : Thérèse Lavoie-Roux (Parti libéral)
- Anjou : Pierre-Marc Johnson (Parti québécois)
- Argenteuil : Zoël Saindon (Parti libéral)
- Arthabaska : Jacques Baril (Parti québécois)
- Beauce-Nord : Adrien Ouellette (Parti québécois)
- Beauce-Sud : Fabien Roy (Parti national populaire)
- Beauharnois : Laurent Lavigne (Parti québécois)
- Bellechasse : Bertrand Goulet (Union nationale)
- Berthier : Jean-Guy Mercier (Parti québécois)
- Bonaventure : Gérard D. Levesque (Parti libéral)
- Bourassa : Patrice Laplante (Parti québécois)
- Bourget : Camille Laurin (Parti québécois)
- Brome-Missisquoi : Armand Russell (Union nationale)
- Champlain : Marcel Gagnon (Parti québécois)
- Chambly : Denis Lazure (Parti québécois)
- Charlesbourg : Denis de Belleval (Parti québécois)
- Charlevoix : Raymond Mailloux (Parti libéral)
- Châteauguay : Roland Dussault (Parti québécois)
- Chauveau : Louis O'Neill (Parti québécois)
- Chicoutimi : Marc-André Bédard (Parti québécois)
- Crémazie : Guy Tardif (Parti québécois)
- D'Arcy-McGee : Victor Goldbloom (Parti libéral)
- Deux-Montagnes : Pierre De Bellefeuille (Parti québécois)
- Dorion : Lise Payette (Parti québécois)
- Drummond : Michel Clair (Parti québécois)
- Dubuc : Hubert Desbiens (Parti québécois)
- Duplessis : Denis Perron (Parti québécois)
- Fabre : Bernard Landry (Parti québécois)
- Frontenac : Gilles Grégoire (Parti québécois)
- Gaspé : Michel Le Moignan (Union nationale)
- Gatineau : Michel Gratton (Parti libéral)
- Gouin : Rodrigue Tremblay (Parti québécois)
- Hull : Jocelyne Ouellette (Parti québécois)
- Huntingdon : Claude Dubois (Union nationale)
- Iberville : Jacques Beauséjour (Parti québécois)
- Îles-de-la-Madeleine : Denise Leblanc (Parti québécois)
- Jacques-Cartier : Noël Saint-Germain (Parti libéral)
- Jean-Talon : Raymond Garneau (Parti libéral)
- Jeanne-Mance : Henri Laberge (Parti québécois)
- Johnson : Maurice Bellemare (Union nationale)
- Joliette-Montcalm : Guy Chevrette (Parti québécois)
- Jonquière : Claude Vaillancourt (Parti québécois)
- Kamouraska-Témiscouata : Léonard Lévesque (Parti québécois)
- Lac-Saint-Jean : Jacques Brassard (Parti québécois)
- LaFontaine : Marcel Léger (Parti québécois)
- Laporte : Pierre Marois (Parti québécois)
- La Prairie : Gilles Michaud (Parti québécois)
- L'Assomption : Jacques Parizeau (Parti québécois)
- Laurentides-Labelle : Jacques Léonard (Parti québécois)
- Laurier : André Marchand (Parti libéral)
- Laval : Jean-Noël Lavoie (Parti libéral)
- Laviolette : Jean-Pierre Jolivet (Parti québécois)
- Lévis : Jean Garon (Parti québécois)
- Limoilou : Raymond Gravel (Parti québécois)
- Lotbinière : Rodrigue Biron (Union nationale)
- Louis-Hébert : Claude Morin (Parti québécois)
- Maisonneuve : Robert Burns (Parti québécois)
- Marguerite-Bourgeoys : Fernand Lalonde (Parti libéral)
- Maskinongé : Yvon Picotte (Parti libéral)
- Matane : Yves Bérubé (Parti québécois)
- Matapédia : Léopold Marquis (Parti québécois)
- Mégantic-Compton : Fernand Grenier (Union nationale)
- Mercier : Gérald Godin (Parti québécois)
- Mille-Îles : Guy Joron (Parti québécois)
- Montmagny-L'Islet : Julien Giasson (Parti libéral)
- Montmorency : Clément Richard (Parti québécois)
- Mont-Royal : John Ciaccia (Parti libéral)
- Nicolet-Yamaska : Serge Fontaine (Union nationale)
- Notre-Dame-de-Grâce : Bryce Mackasey (Parti libéral)
- Orford : Georges Vaillancourt (Parti libéral)
- Outremont : André Raynauld (Parti libéral)
- Papineau : Jean Alfred (Parti québécois)
- Pointe-Claire : William Shaw (Union nationale)
- Pontiac-Témiscamingue : Jean-Guy Larivière (Parti libéral)
- Portneuf : Michel Pagé (Parti libéral)
- Prévost : Jean-Guy Cardinal (Parti québécois)
- Richelieu : Maurice Martel (Parti québécois)
- Richmond : Yvon Brochu (Union nationale)
- Rimouski : Alain Marcoux (Parti québécois)
- Rivière-du-Loup : Jules Boucher (Parti québécois)
- Robert-Baldwin : John O'Gallagher (Parti libéral)
- Roberval : Robert Lamontagne (Parti libéral)
- Rosemont : Gilbert Paquette (Parti québécois)
- Rouyn-Noranda : Camil Samson (Ralliement créditiste)
- Saguenay : Lucien Lessard (Parti québécois)
- Sainte-Anne : Jean-Marc Lacoste (Parti québécois)
- Sainte-Marie : Guy Bisaillon (Parti québécois)
- Saint-Francois : Réal Rancourt (Parti québécois)
- Saint-Henri : Jacques Couture (Parti québécois)
- Saint-Hyacinthe : Fabien Cordeau (Union nationale)
- Saint-Jacques : Claude Charron (Parti québécois)
- Saint-Jean : Jérôme Proulx (Parti québécois)
- Saint-Laurent : Claude Forget (Parti libéral)
- Saint-Louis : Harry Blank (Parti libéral)
- Saint-Maurice : Yves Duhaime (Parti québécois)
- Sauvé : Jacques-Yvan Morin (Parti québécois)
- Shefford : Richard Verreault (Parti libéral)
- Sherbrooke : Gérard Gosselin (Parti québécois)
- Taillon : René Lévesque (Parti québécois)
- Tashereau : Richard Guay (Parti québécois)
- Terrebonne : Élie Fallu (Parti québécois)
- Trois-Rivières : Denis Vaugeois (Parti québécois)
- Vanier : Jean-François Bertrand (Parti québécois)
- Vaudreuil-Soulanges : Louise Cuerrier (Parti québécois)
- Verchères : Jean-Pierre Charbonneau (Parti québécois)
- Verdun : Lucien Caron (Parti libéral)
- Viau : Charles Lefebvre (Parti québécois)
- Westmount : George Springate (Parti libéral)